# Малый Козловский переулок
Ма́лый Козло́вский переу́лок — улица в центре Москвы в Басманном районе между Большим Харитоньевским и Фурманным переулками.

## Происхождение названия
Большой и Малый Козловские переулки получили название в середине XVIII века по прозванию домовладельца Козёл (назывались также Козловыми и Козьими).

## Описание
Малый Козловский переулок является продолжением Большого Козловского, начинаясь от Большого Харитоньевского, проходит на юго-восток и заканчивается на Фурманном переулке.

## Здания и сооружения
По нечётной стороне:

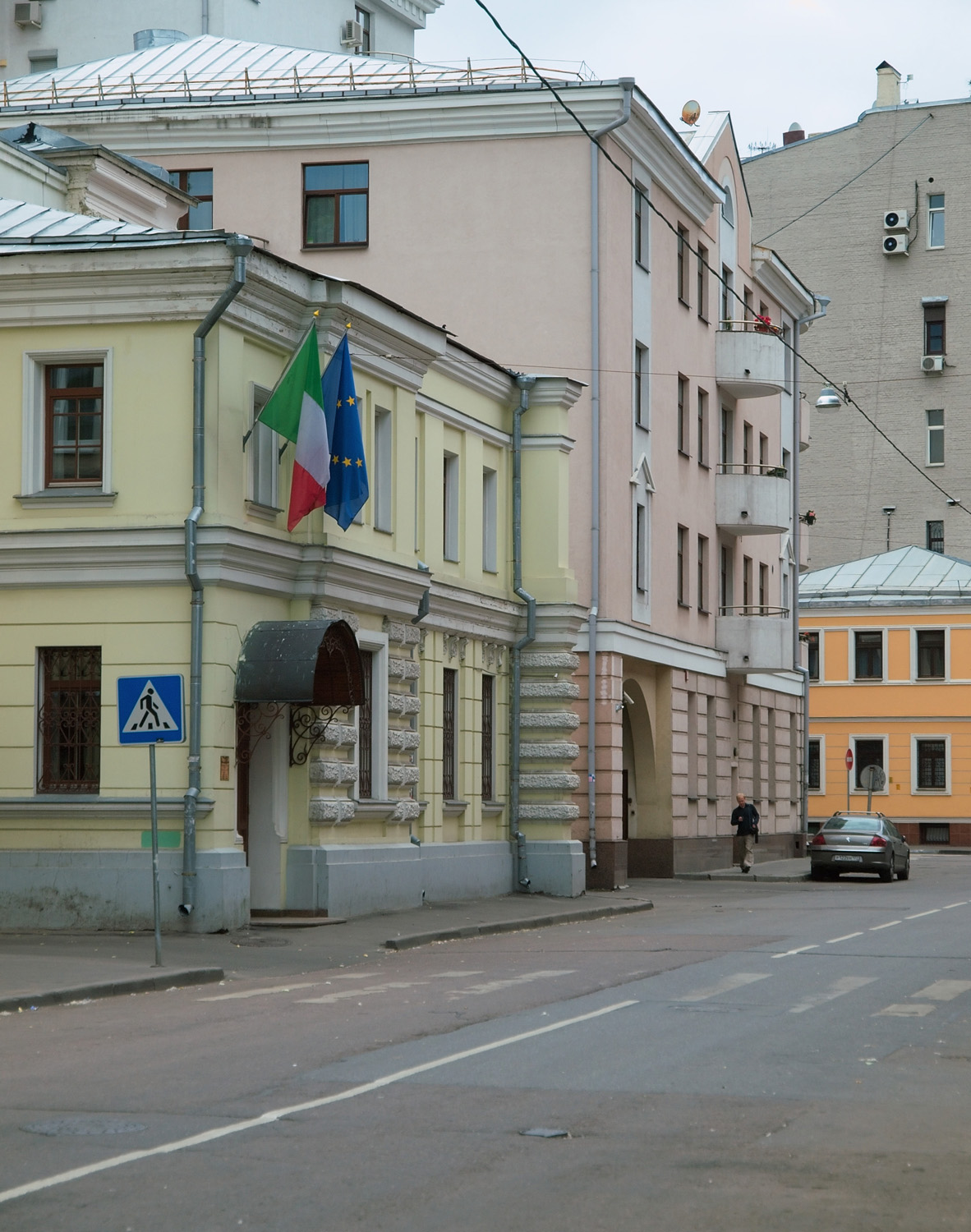
Дом № 4. — Особняк Обуховой (Итальянский институт культуры)

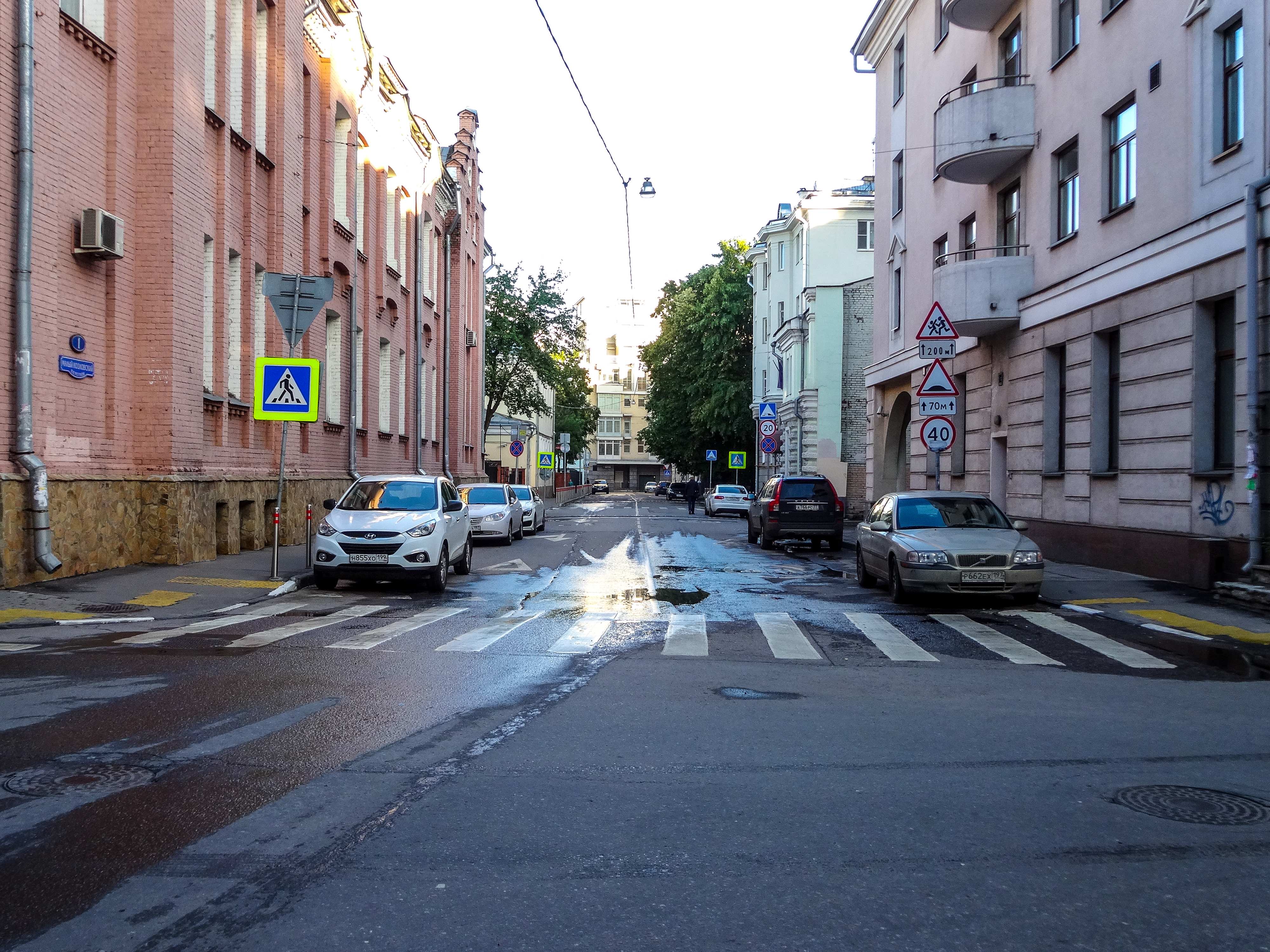
Малый Козловский переулок. Вид от пересечения с Большим Харитоньевским переулком. Июнь 2014

- № 3 — Здание приюта (1895, архитектор Д. В. Шапошников), сейчас — Научно-педагогическое объединение образование «От А до Я»;

По чётной стороне:
- № 4 — Особняк А. И. Обуховой (1891 год). Предположительно, является первым самостоятельным проектом архитектора Л. Н. Кекушева. В дальнейшем здание было перестроено[1]. В настоящее время здание занимает Итальянский институт культуры.
- № 10—12 — На месте домов находилась усадьба, где жила бабушка А. С. Пушкина, М. А. Ганнибал. Она наняла в июле 1801 года дом у статской советницы Штриттер, вдовы историка И. М. Штриттер, «в собственном деревянном её доме… пять покоев с мебелью».